# Додбахт
Додбахт (тадж. Додбахт) — село в Раштском районе Таджикистана. Входит в состав сельской общины (джамоата) Аскалон, его административный центр. Расстояние от села до центра района (пгт Гарм) — 12 км. Население — 48 человек (2017 г.), таджики. Население в основном занято сельским хозяйством.